# Poujank
Poujank (arménien : Բուժանք, littéralement « Guérison ») est une revue médicale en langue arménienne publiée entre 1926 et 1930 à Paris.

## Historique
Poujank est fondée en juillet 1926.
Cette revue publie des articles médicaux, ainsi que des articles consacrés à l'histoire de la médecine arménienne, à des médecins célèbres, à la santé dans le sport ou à l'école, mais aussi à la médecine traditionnelle. Poujank s'intéresse aussi à l'état de la médecine en Arménie soviétique.
Des écrivains et médecins comme Vahram Torkomian ou Garabed Basmadjian sont liés à la revue.
Elle cesse d'être publiée en 1930.